# Жан-Крістоф, принц Наполеон
Жан-Крістоф Луї Фердінан Альберик Наполеон (фр. Jean-Christophe Louis Ferdinand Albéric Napoléon; нар. 11 липня 1986, Сен-Рафаель, Франція)  — претендент на верховенство в домі Бонапартів.

## Життя
Жан-Крістоф народився в Сен-Рафаель, департамент Вар у родині Шарля Марі Жерома Віктора Наполеона Бонапарта та принцеси Беатріс Бурбон-Сицилійської (з гілки правителів Королівства Обох Сицилій), дочки принца Фердинанда, герцога Кастро, колишнього претендента на верховенство в королівському домі Бурбонів — правителів Королівства Обох Сицилій. Він пра-пра-правнучатий племінник Наполеона I (тому Жана інколи називають Наполеон VII). 
Його дід, принц Луї Наполеон (помер у 1997), вказав у своєму заповіті, що він бажає бачити своїм спадкоємцем Жана-Крістофа. Незважаючи на династичні розбіжності, принц Шарль, батько Жана-Крістофа, вказав, що «ніколи не буде конфлікту» між ним і його сином з приводу спадкування. 
Жан-Крістоф навчався в Університеті Париж-Південь 11 і у Вищій комерційній школі менеджменту в Парижі. 

## Титули
- 11 липня 1986 — 3 травня 1997: Його Імператорська Високість принц Жан-Крістоф Наполеон.
- 3 травня 1997 — понині: Його Імператорська Високість принц Наполеон.